# FIBA Diamond Ball
Le FIBA Diamond Ball est une compétition internationale officielle de basket-ball organisée par la FIBA, se déroulant lors de chaque année olympique avant le tournoi olympique. La première édition s'est tenue en 2000, uniquement pour les équipes masculines ; à compter de 2004, les tournois sont organisés pour les équipes masculines et féminines.
Les équipes en lice dans cette compétition sont le pays organisateur, le pays organisateur des Jeux olympiques, ainsi que les tenants des titres mondial et continentaux, excepté l'équipe masculine des États-Unis (s'ils sont champions d'Amérique). L'équipe féminine des États-Unis n'a pas participé à l'édition 2004 bien qu'elle ait été championne du monde en 2002 ; cependant, elle a participé à l'édition 2008 en tant que championne d'Amérique 2007.

## Compétition masculine
| 2000 | Hong Kong | Australie            | 78-71 | Yougoslavie | Italie    | 82-74 | Canada |
| 2004 | Belgrade  | Serbie-et-Monténégro | 93-80 | Lituanie    | Argentine | 84-74 | Chine  |
| 2008 | Nankin    | Argentine            | 95-91 | Australie   | Chine     | 75-46 | Iran   |

### Équipes 2000
- Angola – Champions d'Afrique
- Australie – Organisateur des Jeux olympiques
- Canada – Équipe d'Amérique du Nord (les États-Unis étant champions d'Amérique)
- Chine – Champions d'Asie
- Italie – Champions d'Europe
- Yougoslavie – Champions du monde

### Équipes 2004
- Angola – Champions d'Afrique
- Argentine – Équipe d'Amérique du Nord (les États-Unis étant champions d'Amérique)
- Australie – Champions d'Océanie
- Chine – Champions d'Asie
- Lituanie – Champions d'Europe
- Serbie-et-Monténégro – Champions du monde

### Équipes 2008
- Angola – Champions d'Afrique
- Argentine – Équipe d'Amérique du Nord (les États-Unis étant champions d'Amérique)
- Australie – Champions d'Océanie
- Chine – Organisateur des Jeux olympiques
- Iran – Champions d'Asie
- Serbie – Vainqueurs du Diamond Ball 2004

### Détail des participations
| Équipe    | 2000 | 2004 | 2008 | Total |
| --------- | ---- | ---- | ---- | ----- |
| Angola    | 6e   | 6e   | 6e   | 3     |
| Argentine |      | 3e   | 1er  | 2     |
| Australie | 1er  | 5e   | 2e   | 3     |
| Canada    | 4e   |      |      | 1     |
| Chine     | 5e   | 4e   | 3e   | 3     |
| Iran      |      |      | 4e   | 1     |
| Italie    | 3e   |      |      | 1     |
| Lituanie  |      | 2e   |      | 1     |
| Serbie    | 2e   | 1er  | 5e   | 3     |

## Compétition féminine
| 2004 | Heraklion | Australie  | 74-70 | Chine     | Brésil | 73-70 | Grèce    |
| 2008 | Haining   | États-Unis | 71-67 | Australie | Chine  | 63-51 | Lettonie |

### Détail des participations
| Équipe       | 2004 | 2008 | Total |
| ------------ | ---- | ---- | ----- |
| Australie    | 1er  | 2e   | 2     |
| Brésil       | 3e   |      | 1     |
| Chine        | 2e   | 3e   | 2     |
| Grèce        | 4e   |      | 1     |
| Corée du Sud | 5e   |      | 1     |
| Lettonie     |      | 4e   | 1     |
| Mali         |      | 6e   | 1     |
| Nigeria      | 6e   |      | 1     |
| Russie       |      | 5e   | 1     |
| États-Unis   |      | 1er  | 1     |